# Uebelmannia pectinifera
Uebelmannia pectinifera ist eine Pflanzenart aus der Gattung Uebelmannia in der Familie der Kakteengewächse (Cactaceae). Das Artepitheton pectinifera leitet sich von den lateinischen Worten pecten für ‚Kamm‘ sowie -fer für ‚-tragend‘ ab und verweist auf die kammartige Bedornung der Art.

## Beschreibung
Uebelmannia pectinifera wächst mit dunkel rötlich braunen bis gräulichen, mehr oder weniger zylindrischen Körpern, die Wuchshöhen von bis zu 100 Zentimetern und Durchmesser von bis zu 15 Zentimetern erreichen. Die Epidermis erscheint meist körnig und ist mit wachsigen, weißen Schuppen bedeckt. Die 15 bis 40 Rippen sind scharfkantig. Die darauf befindlichen bräunlich bis grau filzigen Areolen stehen sehr eng beieinander. Die 1 bis 4 braunen bis fast schwarzen Dornen sind abstehend, greifen oft ineinander und bilden dann einen „Kamm“. Sie sind bis zu 2 Zentimeter lang.
Die schlank trichterförmigen hellgelben Blüten sind bis zu 1,5 Zentimeter lang und erreichen Durchmesser von 1 Zentimeter. Die birnenförmigen bis zylindrischen Früchte sind violett rot und werden 1,5 bis 2,5 Zentimeter lang.

## Systematik, Verbreitung und Gefährdung
Uebelmannia pectinifera ist im brasilianischen Bundesstaat Minas Gerais verbreitet und wächst auf quarzithaltigen Sandsteinen.
Die Erstbeschreibung erfolgte 1967 durch Albert Frederik Hendrik Buining.
Es werden folgende Unterarten unterschieden, die sich im Wesentlichen in der Dornenfarbe und der Anzahl der Rippen unterschieden:
- Uebelmannia pectinifera subsp. eriocactoides (Řepka, Krajča & V.Toman) Guiggi
- Uebelmannia pectinifera subsp. flavispina (Buining & Brederoo) P.J.Braun & Esteves
- Uebelmannia pectinifera subsp. horrida (P.J.Braun) P.J.Braun & Esteves
- Uebelmannia pectinifera subsp. pectinifera

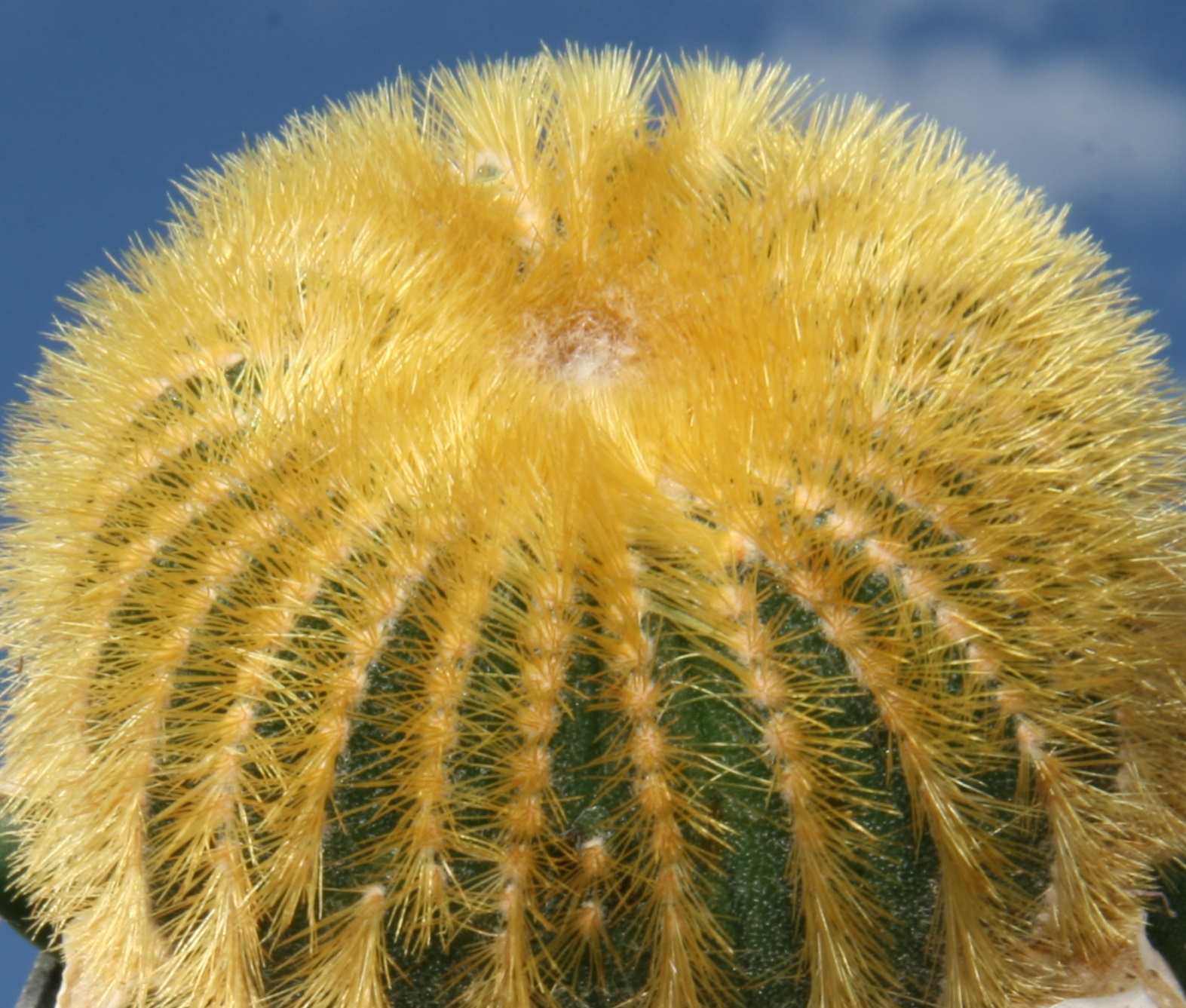
Uebelmannia pectinifera subsp. eriocactoides
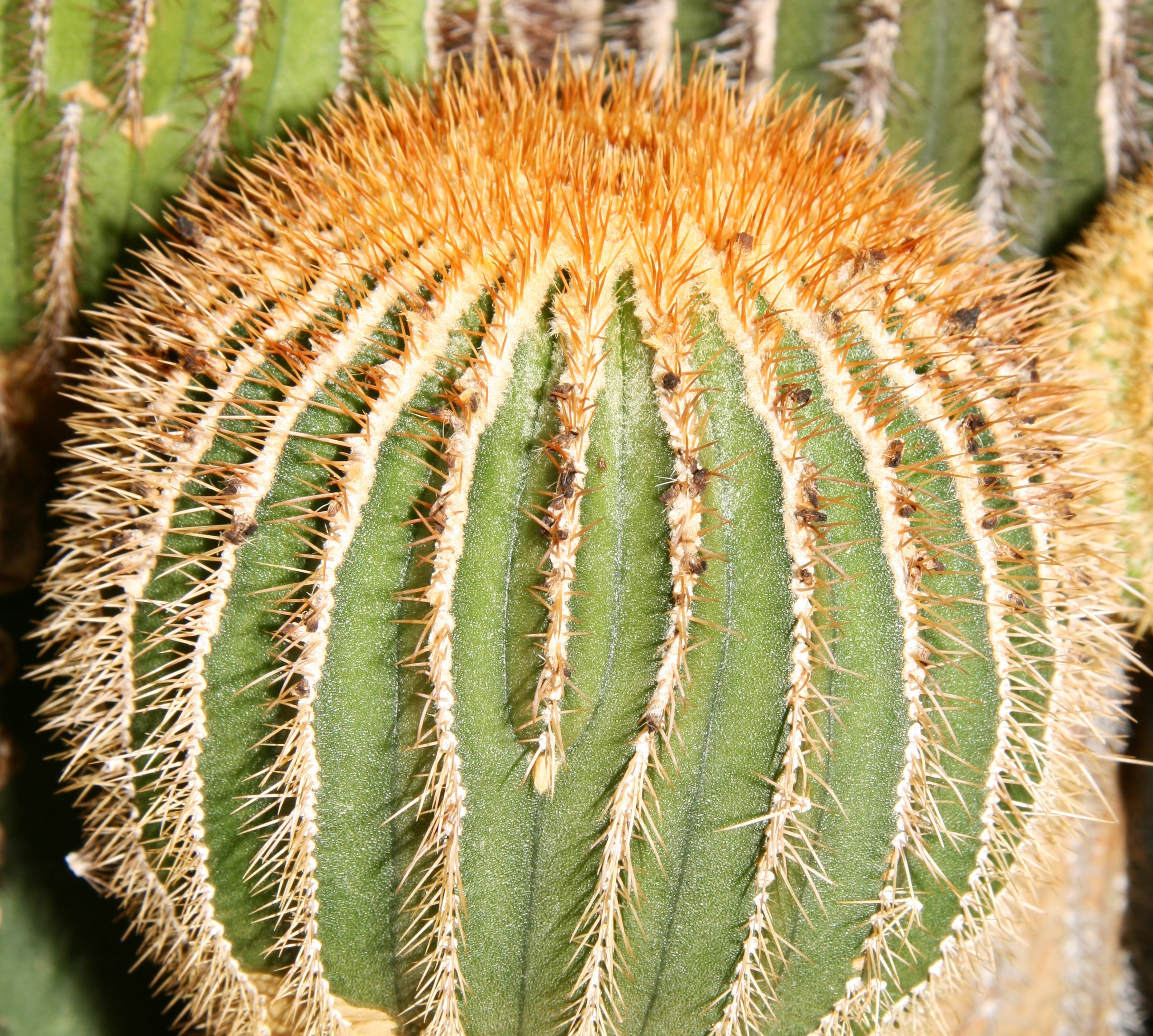
Uebelmannia pectinifera subsp. flavispina
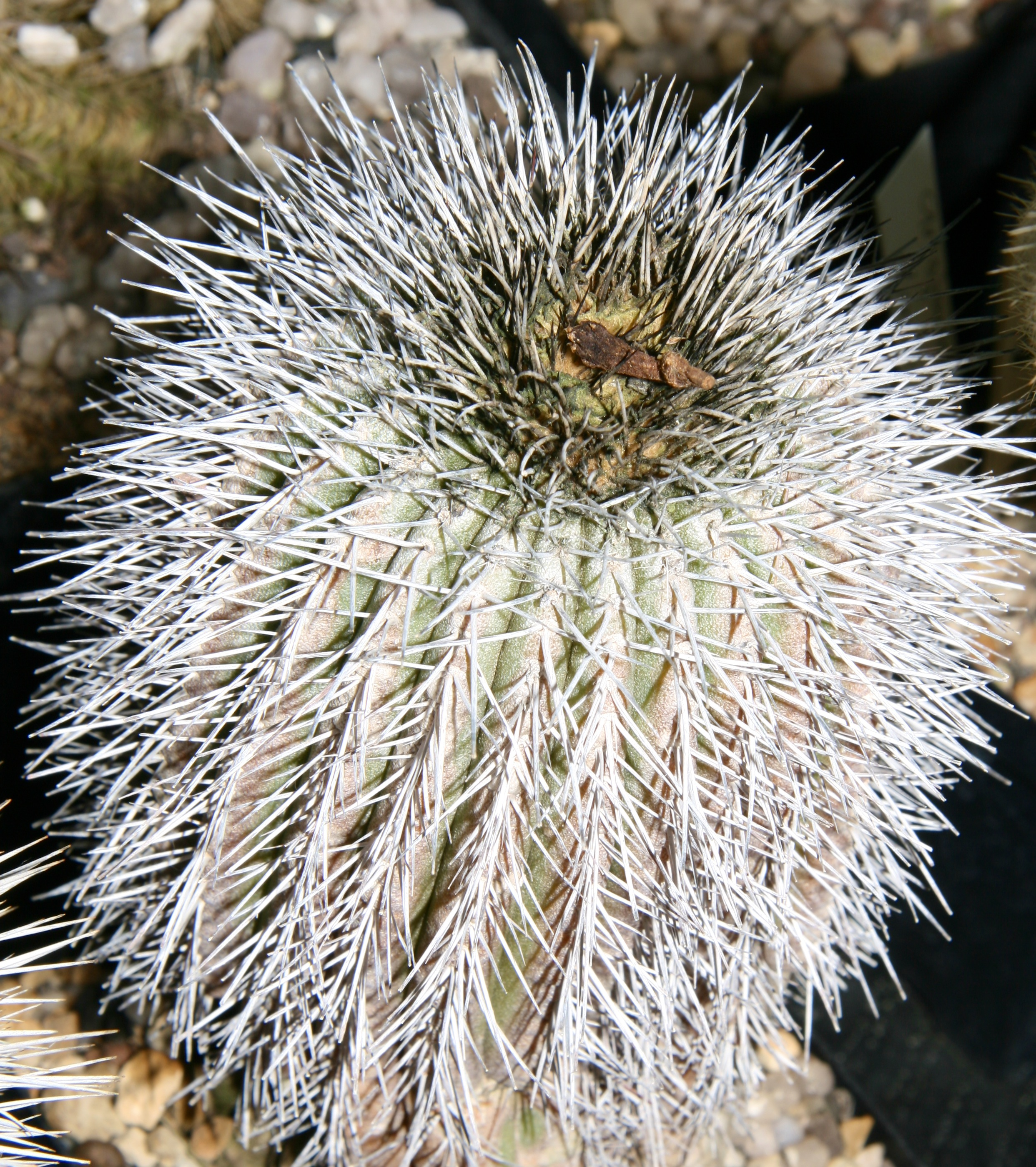
Uebelmannia pectinifera subsp. horrida

Uebelmannia pectinifera wird in Anhang I des Washingtoner Artenschutz-Übereinkommen geführt. In der Roten Liste gefährdeter Arten der IUCN von 2002 wurde sie als ungefährdet („Least Concern“) eingestuft. Im Jahr 2013 wird die Art als „Endangered (EN)“, d. h. als stark gefährdet geführt. Die Unterarten Uebelmannia pectinifera subsp. pectinifera, Uebelmannia pectinifera subsp. flavispina und Uebelmannia pectinifera subsp. horrida wurden 2002 als „Vulnerable (VU)“, d. h. als gefährdet eingestuft. Bei der Aktualisierung 2010 wurde die Unterarten nicht neu bewertet und aus der roten Liste entfernt.

## Nachweise